# Société des bibliophiles français
La Société des bibliophiles français, aussi appelée Société des bibliophiles françois, est une société savante française de bibliophilie fondée le 1er janvier 1820.

## Historique
Le but de la Société des bibliophiles français était de publier des ouvrages inédits ou au moins très rares, et ayant de l’importance pour l’Histoire ou la littérature ancienne françaises. Quand cette importance était restreinte à un intérêt de curiosité, la Société se bornait à tirer de l’ouvrage publié un nombre d’exemplaires égal à celui de ses membres ; quand au contraire elle publiait un ouvrage qui lui paraissant de nature à entrer dans un certain nombre de bibliothèques, elle en tirait des exemplaires en papier ordinaire destinés à être mis dans le commerce, mais réservait toujours à ses membres des exemplaires tirés sur grand papier ou sur vélin dont aucun ne peut être vendu. Chaque membre payait annuellement une cotisation de cent francs. Il suffisait, pour être admis dans la Société, d’aimer les livres, d’avoir une bibliothèque et de se soumettre aux conditions imposées par les statuts, dont la première était d’être présenté par deux membres et nommé à la pluralité des voix.
Les statuts interdisent aux libraires d'appartenir à la Société (Art. 4). Ils interdisent également « toute discussion politique » lorsque les sociétaires sont rassemblés (Art. 10).

## Compositions
À sa création, la Société des bibliophiles français se composait de vingt-quatre membres au plus, parmi lesquels un président et un trésorier étaient, annuellement nommés. De nos jours la société regroupe quarante membres, dont six femmes, auxquels s'ajoutent cinq associés étrangers. L'entrée dans la société se fait par cooptation.

## Publications
La Société des bibliophiles a publié, de 1820 à 1838, 88 ouvrages dont le détail se trouve tome III, page 340, du Manuel du libraire ; en 1844, un volume in-folio sur les cartes à jouer orné de cent planches, tiré à 100 exemplaires en papier ordinaire et à 32 sur grand papier ; en 1845 l’Apparicion maistre Jehan de Meun, par Honorat Bovet (1398), un vol. in-4° tiré à 117 exemplaires, dont 17 sur vélin. Enfin, elle a publié, en 1846, sur un manuscrit unique appartenant à un de ses membres, Jérôme Pichon, le Ménagier de Paris, ouvrage fort important pour l’histoire de la vie privée des Français et pour les statistiques de la ville de Paris au XIVe siècle.

## Exposition
En 2020, le bicentenaire de la Société a donné lieu à une exposition titrée « Pour l’amour du livre : la Société des bibliophiles françois, 1820-2020 » qui eut lieu à la Bibliothèque de l'Arsenal du 6 octobre au 6 décembre 2020,.